# Sa'id bin Sultan

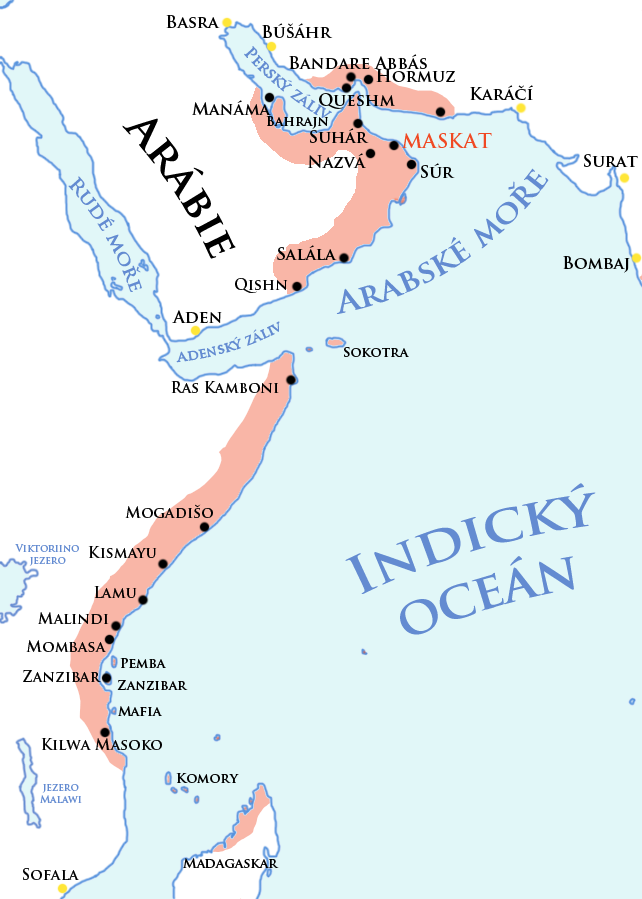
Il sultanato durante il suo governo.

Saʿīd bin Sulṭān bin Sulṭān (in arabo  سعيد بن سلطان‎?; Mascate, 1791 – Seychelles, 19 ottobre 1856) è stato sultano di Mascate e Oman dal 1804 al 1856.

## Primi anni
Sa'id bin Sultan nacque a Mascate nel 1791 ed era il figlio primogenito del sultano Sultan bin Ahmad e di Sayyida Ghanneyeh bint Sayf Al Al Bu Sa'idi.
Il padre nel 1804 fu ucciso dai pirati mentre guidava una spedizione contro di essi a Bassora. In precedenza aveva nominato Mohammed bin Nasir bin Mohammed al-Jabry come reggente e custode dei suoi due figli, Salim e Sa'id. Il fratello di Sultan, Qais bin Ahmad, governatore di Sohar, decise di tentare di impadronirsi del potere. All'inizio del 1805 Qais e suo fratello Mohammed marciarono verso sud lungo la costa fino a Matrah, che catturò facilmente. Qais iniziò quindi ad assediare Mascate. Mohammed bin Nasir provò a corrompere Qais perché se ne andasse ma non ci riuscì.
Mohammed bin Nasir chiese aiuto a Badr bin Sayf. Dopo una serie di scontri, Qais fu costretto a ritirarsi a Sohar. Badr bin Sayf divenne il sovrano effettivo. Alleato con i wahhabiti, Badr divenne sempre più impopolare. Per allontanare legittimi eredi, Badr nominò Salim governatore di Al Maşna'ah, sulla costa della Batina, e Sa'id governatore di Barka'.
Nel 1806, Sa'id bin Sultan attirò Badr bin Sayf a Barka' e lo uccise nelle vicinanze. Venne quindi riconosciuto come sultano. Esistono diversi resoconti di ciò che accadde ma sembra chiaro che Sa'id abbia dato il primo colpo e che i suoi sostenitori abbiano terminato il lavoro. Sa'id fu acclamato dal popolo come un liberatore dai wahhabiti, che lasciarono il paese. Qais bin Ahmad subito diede il suo sostegno a Sa'id. Nervoso per la reazione wahhabita, Sa'id incolpò Mohammed bin Nasir dell'omicidio.

## Regno
Sa'id bin Sultan divenne l'unico sovrano, apparentemente con il consenso di suo fratello. La loro zia, la figlia dell'imam Ahmed bin Sa'id, sembra che abbia influenzato questa decisione.
Nel 1820, lanciò una spedizione punitiva contro la tribù Bani Bu Ali con l'assistenza della Compagnia britannica delle Indie orientali. Fu sconfitto, ma l'anno seguente tornò con una più grande forza della Compagnia e sconfisse la tribù.
Il 22 settembre 1822 firmò con gli inglesi il trattato di Moresby. Esso rese illegale la vendita di schiavi alle potenze cristiane.
Nel 1835 ratificò un trattato molto favorevole con gli Stati Uniti d'America. Per negoziarlo il 21 settembre 1833 era giunto a Mascate il diplomatico Edmund Roberts che ripartì a bordo dell'USS Peacock.
Nel 1837 chiese assistenza allo sceicco ʿĪsā bin Tarīf nella conquista del villaggio di Mombasa in Kenya, ove incontrò l'opposizione delle truppe della tribù degli ʿUtub Al Bin Ali. Forte ʿĪsā a Mombasa ottenne dopo la conquista tale nome che gli venne imposto da proprio dallo sceicco ʿĪsā bin Tarīf.
Nel 1840 trasferì la sua capitale da Mascate, in Oman, a Stone Town, a Zanzibar, dove Richard Waters era console americano. In quello stesso anno egli inviò una nave negli Stati Uniti con l'intento di intessere nuove relazioni commerciali.
Il 2 ottobre 1845 firmò il trattato di Hamerton con il quale dichiarò fuorilegge l'esportazione di schiavi dal suo impero africano.
Morì a bordo della sua nave, la Kitorie, al largo delle Seychelles il 19 ottobre 1856. È sepolto nel cimitero di Maksurani a Zanzibar. Gli succedette il suo figlio terzogenito Thuwayni come sultano di Mascate e Oman, mentre il suo figlio sestogenito, Sayyid Majid, divenne sultano di Zanzibar.
Il Museo nazionale dell'Oman di Mascate ospita numerosi oggetti di argenteria e altri beni appartenenti a Sa'id.

## Figli
Said ebbe 36 figli dalle proprie mogli:
1. Sayyid Hilāl bin Saʿīd Al Saʿīd (c.1815-1851) alcolista, secondo Ruete (Cap. 15). Lasciò tre figli: Suʿūd, Fayṣal e Muḥammad.
2. Sayyid Khālid bin Saʿīd Āl Saʿīd (c. 1819-1854)
3. Sayyid Thuwayni bin Saʿīd Āl Saʿīd (c. 1820/1-1866), sultano di Muscat e Oman, 1856-1866 (detto anche Tueni)
4. Sayyid Muḥammad bin Saʿīd Āl Saʿīd (1826-1863)
5. Sayyid Turkī bin Saʿīd (1832-1888), sultano di Muscat e Oman, 1871-1888
6. Sayyid Mājid bin Saʿīd (1834/5-1870), sultano di Zanzibar, 1856-1870
7. Sayyid ʿAlī bin Saʿīd Āl Saʿīd (?-1893)
8. Sayyid Barghash bin Saʿīd (1837-1888), sultano di Zanzibar, 1870-1888
9. Sayyid ʿAbd al-Wahhāb bin Saʿīd Āl Saʿīd (1840-1866)
10. Sayyid Jamshīd bin Saʿīd Āl Saʿīd (1842-1870)
11. Sayyid Ḥamdān bin Saʿīd Āl Saʿīd (1843-1858)
12. Sayyid Ghālib bin Saʿīd Āl Saʿīd
13. Sayyid Sawdān bin Saʿīd Āl Saʿīd (1845-?)
14. Sayyid ʿAbd al-ʿAzīz bin Saʿīd Āl Saʿīd (1850-1907)
15. Sayyid Khalīfa bin Saʿīd (1852-1890), sultano di Zanzibar, 1888-1890
16. Sayyid Ḥamad bin Saʿīd Āl Saʿīd
17. Sayyid Shuwayd bin Saʿīd Āl Saʿīd
18. Sayyid ʿAbbās bin Saʿīd Āl Saʿīd
19. Sayyid Manin bin Saʿīd Āl Saʿīd
20. Sayyid ʿAlī bin Saʿīd (1854-1893), sultano di Zanzibar, 1890-1893
21. Sayyid Badrān bin Saʿīd Āl Saʿīd (?-1887)
22. Sayyid Nāṣir bin Saʿīd Āl Saʿīd (?-1887). Detto anche "Nasor"
23. Sayyid ʿAbd al-Rabb bin Saʿīd Āl Saʿīd (?-1888)
24. Sayyid Aḥmad bin Saʿīd Āl Saʿīd
25. Sayyid Ṭālib bin Saʿīd Āl Saʿīd
26. Sayyid Abd Allāh bin Saʿīd Āl Saʿīd
27. Sayyida Sharīfa di Zanzibar e Oman, figlia di una donna circassa (Ruete, cap. 15)
28. Sayyida Khawla di Zanzibar e Oman (m. 1875), figlia di una donna mesopotamica (Ruete, cap. 15)
29. Sayyida ʿĀʾisha di Zanzibar e Oman
30. Sayyida Khadīja di Zanzibar e Oman
31. Sayyida Shewāne di Zanzibar e Oman, figlia di una donna abissina (Ruete)
32. Sayyida Mettle di Zanzibar e Oman, figlia di una donna abissina (Ruete).
33. Sayyida Zeyâne di Zanzibar e Oman, figlia di una donna abissina (Ruete)
34. Sayyida Semsem di Zanzibar e Oman
35. Sayyida Nunu di Zanzibar e Oman, figlia di una donna circassa (Ruete)
36. Sayyida Salme di Zanzibar e Oman (1844-1924), poi nota come Emily Ruete